# Нижні Леканди
Нижні Леканди́ (рос. Нижние Леканды, башк. Түбәнге Ләкәнде) — присілок у складі Аургазинського району Башкортостану, Росія. Входить до складу Нагадацької сільської ради.
Населення — 234 особи (2010; 249 в 2002).
Національний склад:
- татари — 50%
- башкири — 49%